# Proletarischer Zeitgeist
Der Proletarische Zeitgeist (PZ) war eine Zeitschrift aus dem Umkreis der Allgemeinen Arbeiter–Union-Einheitsorganisation (A.A.U.E.) mit antiautoritärer und zum Teil anarchistischer Ausrichtung. Sie erschien von 1922 bis 1933.

## Geschichte
Das Presseorgan der Allgemeinen Arbeiter–Union war um 1920 die Zeitschrift Weltkampf, die von den Unionisten gemeinschaftlich anerkannt wurde. Laut den Richtlinien der A.A.U.E. von 1921 sei das Endziel der AAU eine „herrschaftslose Gesellschaft“. Der Weg zu diesem Ziel sollte über eine „Diktatur des Proletariats als Klasse“ führen. Mitte der 1920er Jahre spitzten sich innerhalb der A.A.U. ideologische Auseinandersetzungen zu, die zur Aufspaltung in mehrere Gruppen führte, welche alle den Namen A.A.U.E. beibehielten. Es gab unter anderem die:
− Zwickauer Richtung mit der Zeitschrift „Weltkampf“, die sich inhaltlich für Beteiligung an Betriebsratswahlen einsetze und anarchosyndikalistisches Gedankengut übernahm. 1923 erfolgte der Anschluss an die Freie Arbeiter-Union Deutschlands (FAUD).
− Frankfurt–Breslauer Richtung, diese vertrat rätekommunistische Ideen unter Einfluss von Alfred Adler.
− 2. Zwickauer Richtung um die Zeitschriften Von Unten Auf (Hamburg) und Proletarischer Zeitgeist (Zwickau). Diese Publikationen standen offen für anarchistische Positionen.

## Bedeutung
Der Proletarische Zeitgeist war, so der Untertitel, das „Organ der Allgemeinen Arbeiter–Union, Einheitsorganisation Bezirk Westsachsen“ (Nr. 2, 2. Jahrgang) und bis zur Nr. 36 das „Organ der A.A.U.E. für die Wirtschaftsbezirke Westsachsens und Mitteldeutschland“. Ab der Ausgabe Nr. 39 hieß der Untertitel „Eine von Arbeitern für Arbeiter geschriebene Zeitung“.

Der PZ erschien im Verlag der A.A.U.E., und als Herausgeber zeichneten Ernst Hübler, Wilhelm Jelinek und Rudolf Lehnert. Die erste Ausgabe erschien im November 1922 und die letzte mit der Nr. 10 im Juli 1933, illegal in hektografierter Aufmachung.
Die Mehrzahl der Unionisten aus dem „Zwickauer Kreis“ wurde wegen ihrer Beteiligung bei den Betriebsräten im Bergbau und den Eisenbahnwerkstätten aus der A.A.U.E. ausgeschlossen. Die in der A.A.–Union verbliebenen Mitglieder entschlossen sich, eine neue Zeitschrift herauszugeben, da die ausgeschlossenen Unionisten den Weltkampf als ihr Presseorgan ansahen. 1924 erfolgte der Ausschluss der „Zwickauer Richtung“ aus der A.A.U.E. und des PZ. Die Zeitschrift hatte sich von der rätekommunistischen Linie der A.A.U.E. getrennt und wurde zu einer oppositionellen Publikation, die für kleinere unionistische, rätekommunistische und anarchistische Gruppen offenstand. Als Verlagsname wurde weiter die A.A.U.E. angegeben. Für die in ganz Deutschland aktiven „PZ-Gruppen“ (auch PZ–Bewegung genannt) erschien ein Bulletin mit dem Titel „Information der PZ–Bewegung“. 1930 fand „das erste Reichstreffen der PZ–Bewegung in Pirna statt, 1931 folgte ein weiteres in Ammendorf bei Halle und für Ostern 1933 war das nächste schon geplant, das aber durch die Machtergreifung durch die Nazis verhindert wurde“.
Der „PZ“ veröffentlichte Beiträge von „jedem der sich als Antiautoritär“ verstand (Knut Bergbauer). Die Entwicklung der Zeitschrift von einer Antiparlamentarischen, marxistischen geprägtem Rätekommunismus zu einer „anarchistischen Ideengemeinschaft“ (Knut Bergbauer) führte 1932 zu dem Gedanken, dass die „PZ-Gruppen“ mit der anarchistischen Föderation (AF) zusammenarbeiten könnten, was jedoch nicht zustande kam. Erst nach dem Zweiten Weltkrieg, 1945, kam es zu einem Zusammenschluss von früheren AF–Mitgliedern in der sowjetischen Besatzungszone (SBZ) mit der Informationsstelle in Zwickau und dem „Zwickauer Rundbrief“, deren treibende Kraft der Anarchosyndikalist Wilhelm Jelinek war. Ebenfalls aktiv beim „PZ“ war der Anarchosyndikalist Willy Huppertz. Noch im Dezember 1978 gab Otto Reimers ein „Zeitgeist-Sonderheft“ in Buchformat heraus mit Beiträgen unter anderem von Augustin Souchy, Ernst Friedrich und Ulrich Linse mit deutlich anarchistischer Tendenz.
Nach eigenen Angaben wurden mehrere PZ–Ausgaben beschlagnahmt. Bis 1933 erschienen die Beiträge ohne Namensnennung der Verfasser. Otto Reimers organisierte den Vertrieb der Zeitschrift. Anfangs erschien der „PZ“ wöchentlich, später monatlich mit Beiträgen über Internationales, Informationen aus Betrieben, über Versammlungen und Buchbesprechungen. 1932 betrug die Auflage 2.400 Exemplare und 1933 noch 1.850. Als Nachfolger des „PZ“ erschien die von O. Reimers illegal herausgegebene Zeitschrift Mahnruf (auch „Mahnbrief“ genannt) von 1933 bis 1945. Die 12-seitige Publikation war gedacht für ehemalige A.A.U.E-Genossen, die zum Anarchismus tendierten.

## Archive
Archiviert im Internationalen Institut für Sozialgeschichte (IISG):
- Proletarischer Zeitgeist.
- Otto Reimer Papers.